# ناحیه ززانز
ناحیه ززانز (به لاتین: Zanzan District) یک منطقهٔ مسکونی در ساحل عاج است که در ساحل عاج واقع شده‌است. ناحیه ززانز ۳۸٬۲۵۱ کیلومتر مربع مساحت و ۹۳۴٬۳۵۲ نفر جمعیت دارد.